# Премия «Спутник» за лучший монтаж
Премия «Спутник» в категории «Лучший монтаж» ежегодно присуждается Международной пресс-академией фильмам и их редакторам за лучший монтаж и обработку фильма.

## Лауреаты и номинанты
В расположенных ниже таблицах приводятся имена победителей и номинантов премии «Спутник» в категории «Лучший монтаж». Победители помечаются значком ★ и выделяются синим цветом, остальные же остаются номинантами.

### 1990—1999
| Год  | Наименование фильма        | Получатель(-и)                                  | Ист. |
| ---- | -------------------------- | ----------------------------------------------- | ---- |
| 1996 | ★ «День независимости»     | ★ Дэвид Бреннер                                 | —    |
| 1996 | «Английский пациент»       | Уолтер Мерч                                     | —    |
| 1996 | «Фарго»                    | Джоэл Дэвид и Итан Джесси Коэн                  | —    |
| 1996 | «Миссия невыполнима»       | Пол Хирш                                        | —    |
| 1996 | «Ромео + Джульетта»        | Джилл Билкок                                    | —    |
| 1997 | ★ «Титаник»                | ★ Конрад Бафф IV и Ричард А. Харрис             | —    |
| 1997 | «Самолёт президента»       | Ричард Фрэнсис-Брюс                             | —    |
| 1997 | «Амистад»                  | Майкл Кан                                       | —    |
| 1997 | «Ночи в стиле буги»        | Дилан Тиченор                                   | —    |
| 1997 | «Секреты Лос-Анджелеса»    | Питер Хонесс                                    | —    |
| 1998 | ★ «Спасти рядового Райана» | ★ Майкл Кан                                     | —    |
| 1998 | «Любимая»                  | Энди Кейр и Кэрол Литтлтон                      | —    |
| 1998 | «Плезантвиль»              | Уильям Голденберг                               | —    |
| 1998 | «Влюблённый Шекспир»       | Дэвид Гэмбл                                     | —    |
| 1998 | «Тонкая красная линия»     | Лэсли Джонс, Саар Клейн и Билли Вебер           | —    |
| 1999 | ★ «Шестое чувство»         | ★ Эндрю Мондшейн                                | —    |
| 1999 | «Красота по-американски»   | Тарик Анвар и Кристофер Гринбери                | —    |
| 1999 | «Клуб Буэна Виста»         | Брайан Джонсон                                  | —    |
| 1999 | «Свой человек»             | Уильям Голденберг, Дэвид Розенблум и Пол Рубелл | —    |
| 1999 | «Сонная Лощина»            | Крис Лебензон и Джоэль Негрон                   | —    |
| 1999 | «Талантливый мистер Рипли» | Уолтер Мерч                                     | —    |

### 2000—2009
| Год  | Наименование фильма                   | Получатель(-и)                                     | Ист. |
| ---- | ------------------------------------- | -------------------------------------------------- | ---- |
| 2000 | ★ «Тринадцать дней»                   | ★ Конрад Бафф IV                                   | —    |
| 2000 | «Крадущийся тигр, затаившийся дракон» | Тим Сквайрс                                        | —    |
| 2000 | «Гладиатор»                           | Пьетро Скалия                                      | —    |
| 2000 | «Миссия невыполнима 2»                | Стивен Кемпер и Кристиан Вагнер                    | —    |
| 2000 | «Траффик»                             | Стивен Миррионе                                    | —    |
| 2001 | ★ «Властелин колец: Братство Кольца»  | ★ Джон Гилберт                                     | —    |
| 2001 | «Амели»                               | Эрве Шнейд                                         | —    |
| 2001 | «Игры разума»                         | Дэниел П. Ханли и Кристиан Вагнер                  | —    |
| 2001 | «Гарри Поттер и философский камень»   | Ричард Фрэнсис-Брюс                                | —    |
| 2001 | «Мулен Руж!»                          | Джилл Билкок                                       | —    |
| 2002 | ★ «Банды Нью-Йорка»                   | ★ Тельма Скунмейкер                                | —    |
| 2002 | «Адаптация»                           | Эрик Зумбруннен                                    | —    |
| 2002 | «Бессонница»                          | Доди Дорн                                          | —    |
| 2002 | «Властелин колец: Две крепости»       | Майкл Хортон                                       | —    |
| 2002 | «Фото за час»                         | Джеффри Форд                                       | —    |
| 2003 | ★ «Последний самурай»                 | ★ Виктор Дю Буа и Стивен Розенблюм                 | —    |
| 2003 | «Дом из песка и тумана»               | Лиза Зено Чургин                                   | —    |
| 2003 | «Властелин колец: Возвращение короля» | Джейми Селкирк                                     | —    |
| 2003 | «Хозяин морей: На краю земли»         | Ли Смит                                            | —    |
| 2003 | «Таинственная река»                   | Джоэл Кокс                                         | —    |
| 2003 | «Фаворит»                             | Уильям Голденберг                                  | —    |
| 2004 | ★ «Соучастник»                        | ★ Джим Миллер и Пол Рубелл                         | —    |
| 2004 | «Авиатор»                             | Тельма Скунмейкер                                  | —    |
| 2004 | «Близость»                            | Джон Блум                                          | —    |
| 2004 | «Дом летающих кинжалов»               | Лонг Ченг                                          | —    |
| 2004 | «Лемони Сникет: 33 несчастья»         | Дилан Тиченор                                      | —    |
| 2004 | «Человек-паук 2»                      | Боб Муравски                                       | —    |
| 2005 | ★ «Горбатая гора»                     | ★ Джеральдина Перони и Дилан Тиченор               | —    |
| 2005 | «Доброй ночи и удачи»                 | Стивен Миррионе                                    | —    |
| 2005 | «Морпехи»                             | Уолтер Мерч                                        | —    |
| 2005 | «Разборки в стиле кунг-фу»            | Энджи Лам                                          | —    |
| 2005 | «Город грехов»                        | Роберт Родригес                                    | —    |
| 2005 | «Война миров»                         | Майкл Кан                                          | —    |
| 2006 | ★ «Люди Икс: Последняя битва»         | ★ Марк Голдблатт, Марк Хелфриш и Джулия Вонг       | —    |
| 2006 | «Вавилон»                             | Дуглас Криз и Стивен Миррионе                      | —    |
| 2006 | «Девушки мечты»                       | Вирджиния Кац                                      | —    |
| 2006 | «Флаги наших отцов»                   | Джоэл Кокс                                         | —    |
| 2006 | «Полиция Майами. Отдел нравов»        | Уильям Голденберг и Пол Рубелл                     | —    |
| 2007 | ★ «Гангстер»                          | ★ Пьетро Скалия                                    | —    |
| 2007 | «Ультиматум Борна»                    | Кристофер Раус                                     | —    |
| 2007 | «Порок на экспорт»                    | Рональд Сандерс                                    | —    |
| 2007 | «Жизнь в розовом цвете»               | Ричард Маризи                                      | —    |
| 2007 | «Обман»                               | Джилл Савитт                                       | —    |
| 2007 | «Старикам тут не место»               | Джоэл Дэвид и Итан Джесси Коэн                     | —    |
| 2008 | ★ «Железный человек»                  | ★ Дэн Лебенталь                                    | —    |
| 2008 | «Австралия»                           | Доди Дорн и Майкл Маккастер                        | —    |
| 2008 | «Тёмный рыцарь»                       | Ли Смит                                            | —    |
| 2008 | «Фрост против Никсона»                | Дэниел П. Ханли и Майк Хилл                        | —    |
| 2008 | «Квант милосердия»                    | Мэтт Чессе и Ричард Пирсон                         | —    |
| 2008 | «Миллионер из трущоб»                 | Крис Дикенс                                        | —    |
| 2009 | ★ «Повелитель бури»                   | ★ Крис Иннис и Боб Муравски                        | —    |
| 2009 | «2012»                                | Дэвид Бреннер и Питер С. Эллиот                    | —    |
| 2009 | «Район № 9»                           | Джулиан Кларк                                      | —    |
| 2009 | «Приготовьтесь, будет громко»         | Грег Финтон                                        | —    |
| 2009 | «Девять»                              | Клэр Симпсон и Уайатт Смит                         | —    |
| 2009 | «Битва у Красной скалы»               | Роберт А. Ферретти, Ян Хонгю, Энджи Лам и Дэвид Ву | —    |

### 2010—2019
| Год  | Наименование фильма | Получатель(-и)               | Ист.  |
| ---- | ------------------- | ---------------------------- | ----- |
| 2010 | ★ «Дай пожалуйста»  | ★ Роберт Фразен              | [ 1 ] |
| 2010 | «Начало»            | Ли Смит                      | [ 1 ] |
| 2010 | «Остров проклятых»  | Тельма Скунмейкер            | [ 1 ] |
| 2010 | «Социальная сеть»   | Кирк Бакстер и Энгус Уолл    | [ 1 ] |
| 2010 | «Город воров»       | Дилан Тиченор                | [ 1 ] |
| 2010 | «Неуправляемый»     | Роберт Даффи и Крис Лебензон | [ 1 ] |